# 이아고 아스파스
이아고 아스파스 훙칼(스페인어: Iago Aspas Juncal, 1987년 8월 1일 ~ )은 스페인의 축구 선수로 현재 셀타 비고에서 공격수로 활약하고 있다.

## 선수 경력

### 클럽
2006년 셀타 비고에 입단하며 프로에 데뷔한 후 2008-09 시즌까지는 주로 2군에서 활동했고 그 기간 동안 2군에서는 리그 84경기 11골을 기록했으며 1군에서는 4경기 2골의 성적에 머물렀다.
그러다가 2009-10 시즌부터 1군에 콜업되자마자 주전으로 발탁된 뒤 2012-13 시즌까지 공식전 149경기 48골을 터뜨렸고 특히 2011-12 세군다 디비시온에서 35경기 23골로 득점 랭킹 2위에 오르며 팀의 준우승 및 2012-13 라리가 승격의 주역으로 맹활약했다.
2012-13 시즌을 마친 후 잉글랜드 프리미어리그의 리버풀 FC로 이적하여 팀의 프리미어리그 2013-14 준우승을 경험했지만 프리 시즌과는 달리 리그에서 연이은 아쉬운 경기력으로 인해 팬들로부터 온갖 질타를 받아야만 했고 물론 2014년 1월 5일 올덤 애슬레틱과의 2013-14 잉글랜드 FA컵 64강전에서 리버풀 소속으로 첫 골을 기록하긴 했지만 좀처럼 부진에서 벗어나지 못한 것도 모자라 출전 시간마저 감소하는 등 이렇다할 활약을 보여주지 못한 채 2013-14 시즌 종료 후인 2014년 7월 14일 세비야 FC와 임대 계약을 체결하며 1시즌만에 스페인 무대로 복귀했다.
세비야로 임대 이적 후 2014-15 시즌 공식전 26경기 10골을 터뜨리며 2014년 UEFA 슈퍼컵 준우승, 2014-15년 UEFA 유로파리그 우승 등에 이바지했고 또한 2014-15 코파 델 레이에서는 CE 사바델과의 32강 1·2차전에서 2경기 연속 해트트릭을 달성하는 등 무려 7골을 터뜨려 FC 바르셀로나의 네이마르와 함께 공동 득점왕에 오르며 팀을 8강까지 끌어올렸다.
그 후 2015-16 시즌 개막을 앞두고 친정팀인 셀타 비고로 복귀한 뒤 코파 델 레이 2회 연속 4강 진출(2015-16, 2016-17), 2016-17년 UEFA 유로파리그 4강 진출에 기여하는 등 현재까지도 셀타 비고의 주전 공격수로 맹활약하고 있다.

### 국가대표팀
2013년 2월 6일 카타르의 수도 도하에서 열린 우루과이와의 친선 경기에서 스페인 A대표팀 소속으로 국제 A매치 데뷔전을 치른 후 2016년 11월 15일 잉글랜드와의 친선 경기에서 A매치 데뷔골을 신고했다.
그 후 2018년 FIFA 월드컵 유럽 지역 예선에서 2골을 기록하며 스페인의 11회 연속이자 통산 15번째 월드컵 본선 진출을 조력했고 모로코와의 본선 B조 조별리그 최종전에서도 1-2로 뒤진 후반 46분경 극적인 동점골을 터뜨리며 팀의 16강 진출에 일조했으며 개최국 러시아와의 16강전 승부차기에서 5번째 키커로 출격했지만 상대팀 골키퍼 이고르 아킨페예프의 선방에 막히며 8강 문턱에서 좌절을 맛보았다.

## 수상

### 클럽
셀타 비고
- 세군다 디비시온 : 준우승 (2011-12)
- 코파 델 레이 : 4강 (2015-16, 2016-17)
- UEFA 유로파리그 : 4강 (2016-17)

세비야 FC
- UEFA 유로파리그 : 우승 (2014-15)
- UEFA 슈퍼컵 : 준우승 (2014)

 리버풀 FC
- 잉글랜드 프리미어리그 : 준우승 (2013-14)

### 개인
- 사라 트로피 : 2016-17, 2017-18, 2018-19
- 사라 트로피 (세군다 디비시온) : 2011-12
- 세군다 디비시온 최우수 공격수 : 2011-12
- 라리가 이달의 선수상 : 2016년 10월, 2017년 11월, 2019년 4월, 2020년 12월
- UEFA 선정 라리가 올해의 팀 : 2017-18, 2018-19
- 라리가 어시스트왕 : 2020-21 (13개)
- 코파 델 레이 득점왕 : 2014-15 (7골/네이마르와 공동 수상)